# 윤태경 (1991년)
윤태경(1991년 12월 23일 ~ )은 대한민국의 가수다. 2015년 싱글 앨범 [코드안의 너]로 데뷔했다.

## 방송
- 슈퍼스타K 5(2013) - Top7 (7위)
- 우리가 사랑한 그 노래 새가수 (2021)
- 아티스탁 게임 (2022)
- 오빠시대 (2023)

## 음반
- 코드 안의 너 (2015)
- 백수의 노래 (2015)
- 불장난 (2019)
- 입맞춤 (2020)
- 박성실 씨의 사차 산업혁명 OST (드라마 스테이지 2021) (2021)
- 마지막 나의 모습 (우리가 사랑한 그 노래 새가수) (2021)
- 첫사랑 (2022)
- 사랑 후에 오는 것들 (2023)
- 내가 미친게 아니라 세상이 미친 거라고 (2025)